# Grammodes samosira
Grammodes samosira là một loài bướm đêm trong họ Erebidae.